# Thøger Larsen
Thøger Larsen (* 5. April 1875 in Gjellerodde, Underbjerg, Tørring Sogn, Lemvig; † 29. Mai 1928 in Lemvig) war ein dänischer Dichter, Übersetzer und Maler.

## Leben
Er wurde 1875 in Gjellerodde bei Underbjerg geboren. Nach seinem Examen im Jahr 1892 wurde er Hauslehrer. Seine erste Gedichtsammlung Vilde Roser (Wilde Rosen) erschien 1895. Diese veröffentlichte er unter dem Namen Thøger Underbjerg, wobei Underbjerg der Nachname seiner Mutter ist.  Von 1896 bis 1911 arbeitete er als Landvermesser in Lemvig. 1904 heiratete er Thyra Paludan. Im gleichen Jahr wurde er Redakteur der Zeitung Lemviger Dagblad und erlebte seinen Durchbruch als Lyriker mit Jord (Welt). Von 1925 bis 1926 machte er eine Italienreise. Diese Reise inspirierte ihn zum Schreiben der Gedichtsammlung Søndengalm (1926) sowie des posthum veröffentlichten Wikingerromans Frejas Rok (1928). Er starb 1928 in Lemvig und ist auf dem dortigen Friedhof begraben.

## Museum Lemvig
Das Museum in Lemvig beherbergt eine Dauerausstellung über das Leben und die Arbeit von Thøger Larsen. Hier kann man auch sein Arbeitszimmer von seinem Haus am Lemvig-See aus sehen. Im Jahr 1932 wurde ihm von Torvald Westergaard in der Nähe des Hauses in Gjellerodde, in dem er aufwuchs, ein Gedenkstein gesetzt.